# Уэст, Тай
Тай Уэст (англ. Ti West; родился 5 октября 1980, Уилмингтон, Делавэр, США) — американский кинорежиссёр, продюсер и сценарист, который работает в жанре хоррор. Снял фильмы «Тайны старого отеля» (2011), «Таинство» (2013), «В долине насилия» (2016), «X» (2022), «Пэрл» (2022). В 2024 году на экраны вышла картина «Максин XXX». Фильмы Уэста номинировались на ряд престижных кинопремий и в некоторых номинациях одержали победу.

## Фильмография
| Год  | Название                    | Режиссер | Сценарист | Продюсер | Монтажёр | Примечания |
| ---- | --------------------------- | -------- | --------- | -------- | -------- | ---------- |
| 2005 | The Roost                   | Да       | Да        | Нет      | Да       |            |
| 2007 | Trigger Man                 | Да       | Да        | Да       | Да       |            |
| 2009 | The House of the Devil      | Да       | Да        | Нет      | Да       |            |
| 2009 | Cabin Fever 2: Spring Fever | Да       | Story     | Нет      | Нет      |            |
| 2011 | Тайны старого отеля         | Да       | Да        | Да       | Да       |            |
| 2013 | Таинство                    | Да       | Да        | Да       | Да       |            |
| 2016 | В долине насилия            | Да       | Да        | Да       | Да       |            |
| 2022 | X                           | Да       | Да        | Да       | Да       |            |
| 2022 | Пэрл                        | Да       | Да        | Да       | Да       |            |
| 2024 | Максин XXX                  | Да       | Да        | Да       | Да       |            |

| Год  | Название               | Режиссер | Сценарист | Продюсер | Монтажёр | Примечания                                                                    |
| ---- | ---------------------- | -------- | --------- | -------- | -------- | ----------------------------------------------------------------------------- |
| 2001 | Prey                   | Да       | Да        | Да       | Да       |                                                                               |
| 2001 | Infested               | Да       | Да        | Да       | Да       |                                                                               |
| 2001 | The Wicked             | Да       | Да        | Да       | Да       |                                                                               |
| 2008 | Christmas Decay        | Да       | Да        |          |          | Создано для Glass Eye Pix в рамках 2008 Creepy Christmas Online Film Festival |
| 2012 | Second Honeymoon       | Да       | Да        | Да       | Да       | Сегмент альманаха З/Л/О                                                       |
| 2012 | M Is for Miscarriage   | Да       | Да        | Нет      | Нет      | Сегмент альманаха Азбука смерти                                               |
| 2013 | Box                    | Да       | Да        |          |          | Сегмент антологии The 3:07 AM Project                                         |
| 2022 | The Farmer's Daughters | Да       | Да        | Да       | Да       | Порнофильм из X.                                                              |

| Год  | Название      | Режиссер | Сценарист | Продюсер |
| ---- | ------------- | -------- | --------- | -------- |
| 2009 | Dead & Lonely | Да       | Да        | Да       |

| Год  | Название                                        | Роль             | Примечания |
| ---- | ----------------------------------------------- | ---------------- | ---------- |
| 2005 | en:The RoostThe Roost                           | Профессор        |            |
| 2009 | en:The House of the DevilThe House of the Devil | Favorite Teacher |            |
| 2011 | Тебе конец!                                     | Тарик            |            |
| 2011 | Silver Bullets                                  | Бен              |            |
| 2012 | Marriage Material                               |                  |            |
| 2012 | All the Light in the Sky                        | Режиссер         |            |
| 2013 | Drinking Buddies                                | Дэйв             |            |

| Год  | Название           | Эпизод                                                    |
| ---- | ------------------ | --------------------------------------------------------- |
| 2015 | Крик               | "The Dance"                                               |
| 2015 | К югу от ада       | "Take Life Now"                                           |
| 2016 | Сосны              | "Exit Strategy" and "Bedtime Story"                       |
| 2017 | Изгой              | "The Common Good"                                         |
| 2017 | Изгоняющий дьявола | "Unclean"                                                 |
| 2019 | Перерождение       | "You Are Not That Girl Anymore"                           |
| 2019 | Покои              | "Bad Inside" and "Heroic Dose"                            |
| 2019 | Ординатор          | "Belief System"                                           |
| 2019 | Soundtrack         | "Track 3: Sam and Dante" and "Track 5: Dante and Annette" |
| 2020 | Рассказы из Петли  | "Enemies"                                                 |
| 2021 | Они                | "DAY 7: NIGHT" и "DAY 10"                                 |